# Karl-Gustaf Vingqvist
Karl-Gustaf Vingqvist (15 ottobre 1883 – 19 novembre 1967) è stato un ginnasta svedese.

## Palmarès

### Olimpiadi
- Oro a Londra 1908 nel concorso a squadre.